# Cocodril (pel·lícula)
Cocodril (títol original en anglès: Crocodile) és una pel·lícula estatunidenca dirigida per Tobe Hooper, estrenada el 2000. Ha estat doblada al català.

## Argument
Durant les vacances de primavera, un grup de vuit joves estudiants universitaris ha escollit passar un cap de setmana de diversió al llac Sobek situat al sud de Califòrnia. El mateix vespre, un d'ells conta la llegenda d'un cocodril gegant que devora tothom que s'apropa als seus ous. L'endemà, els adolescents descobreixen un niu del mateix animal. El plàcid cap de setmana gira cap al malson.

## Repartiment
- Mark McLauchlin: Brady Turner
- Caitlin Martin: Clara
- Chris Solari: Duncan McKay
- D.W. Reiser: Kit
- Julie Mintz: Annabelle
- Sommer Knight: Sunny
- Rhett Jordan: Foster
- Greg Wayne: Hubs
- Harrison Young: el xèrif Bowman
- Terrence Evans: Shurkin
- Vern Crofoot: Harvey
- Larry Udy: Arnold
- Adam Gierasch: Lester
- Kip Addota: Stanley, el pescador
- Crystal Atkins: la rosa en biquini

## Al voltant de la pel·lícula
- El rodatge s'ha desenvolupat a Los Angeles i Ciutat de Mèxic.
- Una continuació, Crocodile 2, va ser dirigida per Gary Jones l'any 2002.
- El vestuari del film és obra de Carin Hooper, la dona del cineasta, amb qui ja havia treballat a Lifeforce (1985), Invaders from Mars, The Texas Chainsaw Massacre 2 (1986) i Spontaneous Combustion (1990).
- Tobe Hooper era ja l'autor, l'any 1977, de 'Eaten Alive, altre film de terror que posa en escena un cocodril.

## Morts
- Nombres de víctimes: 10 (8 Homes + 2 Dones)
  - Un pescador (Arnold)
  - Un pescador (Harvey)
  - Hubs
  - Foster
  - Llastrar
  - Sunny
  - Annabelle
  - Kit (contràriament als altres, devorats pel crocodil, mor carbonitzat en una camioneta en flames, mentre que intentava fugir)
  - Shurkin
  - Sheriff Bowman
- Nombre de supervivents: 3 (Brady, Clara, Duncan)

## Banda original
- Anywhere, interpretat per Station Victoria
- Emotional Wheel, interpretat per Ripe 5
- Lucky Day, interpretat per Ripe 5
- Why, interpretat per Alice In The Fields
- One Of Those Days, interpretat per Trim
- Together, interpretat per Shine
- Takes You Alive, interpretat per Station Victoria